# 栖霞仙馆
栖霞仙馆是位于中国广东省珠海市香洲区唐家湾镇的一处中西结合的园林建筑。建于1918—1922年，是会同村富商莫泳如(又名咏虞，香港太古洋行总买办莫仁扬之孙)为他的侍女阿霞和会同村的老处女们信佛念经所建造的。

## 建筑布局
栖霞仙馆是一处中西结合的园林建筑，依山面溪，占地面积约1．5万平方米。有门楼、斋堂、喷泉、兰亭、茅亭、唆荔亭和发电房。主体建筑斋堂仿上海太古洋行模样建造，砖石混凝土结构，一座两层，占地面积400多平方米，有梦香楼、念经堂、客厅、寝室和厨房，铺花瓷砖地板，镶彩色玻璃窗。门楼高3层，圆顶出尖，门前卧立一对西洋石狮。园内种有含笑、黄兰、夜合、芍药、服脂柳、恍榔树等花木，还种荔枝、橄榄、芒果等花木。